# Скадовск (сторожевой катер)
«Скадо́вск» (P170, до 2018 г.. U170, до 01.11.1997 «Гайдамака», позже U120) — Сторожевой катер проекта 1400 (1400М) «Гриф» носивший службу в ВМС СССР. После раздела Черноморского флота перешёл в состав ВМС Украины.

## Особенности проекта
Модифицированный проект 1400-М предполагал изготовление сварного корпуса из сплава АМГ-61, что позволило применить блочный метод постройки и максимальную унификацию узлов и элементов с двумя предыдущими проектами. В качестве двигателей использовались более современные дизели М-401БТ и дизель-генераторы ДГКН-40 и ДГ-40, управляемые системой «Орион-3М». В штурманское вооружение вошли навигационная система «Градус-2М» и авторулевой «Самшит-В221», в навигационное оборудование вошли РЛС «Лоция» (навигационная и обнаружения надводных целей), бинокулярная морская труба БМТ-110 и система госопознавания «Хром-К»..
Основным вооружением являлась турельно-башенная пулемётная установка «Утёс-М» калибром 12,7 мм. Экспортная модификация принципиально практически ничем не отличалась от своего советского аналога. В зависимости от желания заказчика на катере устанавливались типы 2М-5 или 2М-1 в носу или корме (в корму можно ставить прожектор МСП-45К). Двухвальная энергетическая установка состояла из двух
V-образных дизелей М-401А мощностью 1000 л. с. каждый. Управление двигателями дистанционное автоматизированное. При необходимости из машинного отделения.

## История
Артиллерийский катер АК-327 (заводской номер 888) был построен в Феодосийском судостроительном заводе «Море» в 1990 году. После приёмо-сдаточных испытаний вошёл в состав ЧФ СССР. Был включён в состав 17 отдельной бригады специального назначения ВМФ с базированием в военном порту Очакова.
15 апреля 1992 года вместе со всем личным составом воинской части 34391 экипаж катера принёс присягу на верность народу Украины..
В 1993 году патрульный катер уничтожил плавающую морскую мину, обнаруженную вблизи Измаила, в 1996 — авиабомбу у пирса в Херсоне. В 2008 году вместе с группой кораблей ВМС Украины принимал участие в международных учениях «Си Бриз — 2008», где выполнял задачи по назначению. В 2011 году признан лучшим по уровню подготовки и взаимодействия среди экипажей дивизиона кораблей охраны и обеспечения Западной военно-морской базы ВМС Украины. Прошел доковый ремонт в 2017 году. С осени 2017 года находится на аварийном ремонте вследствие значительного повреждения подводной части.